# Walther LG300
 (octobre 2017).
Si vous disposez d'ouvrages ou d'articles de référence ou si vous connaissez des sites web de qualité traitant du thème abordé ici, merci de compléter l'article en donnant les références utiles à sa vérifiabilité et en les liant à la section « Notes et références ».
Le LG300 est un fusil à air comprimé de la firme allemande Walther.
C'est un fusil de calibre 4,5 mm. Il pèse 4,6 kg.

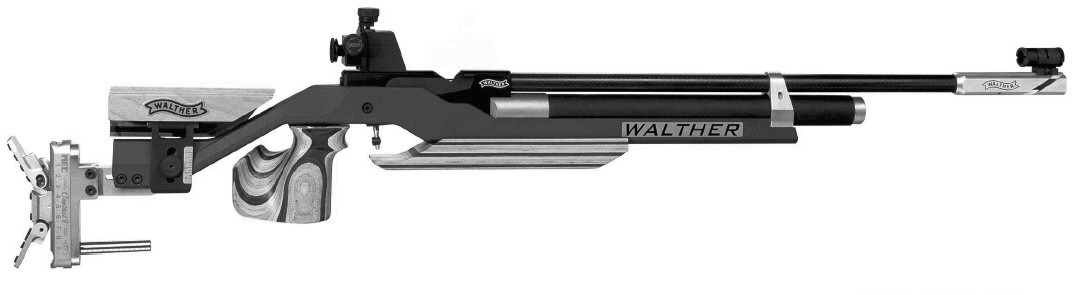
Walther LG 300

Durant les Jeux olympiques de Pékin, le médaillé d'or Abhinav Bindra remporta la compétition de tir à la carabine à air comprimé à 10 mètres avec un LG300.